# Franz Nikodem
Franz Nikodem (* 22. März 1932 in Marienwerder; † 22. September 1984 in Köln) war ein deutscher Hockeyspieler.

## Karriere
Nach Ende des Zweiten Weltkriegs zog Nikodem zunächst nach Flensburg. Dort spielte er bis 1950 beim Flensburger Hockey-Club (FHC). Gemeinsam mit Detlef Okrent (Silbermedaillengewinner im Feldhockey 1936) sowie Hermann Wätge (US-Hockeynationalspieler) wechselte er zum Marienburger Sport-Club (MSC) Köln.
Dort erreichte er auch seine größten sportlichen Erfolge als Spieler, Mannschaftskapitän sowie Trainer. So gab er am 28. April 1956 beim Spiel Deutschland – Spanien (4:0, in München) sein Länderspiel-Debüt und erzielte dort den Treffer zum 2:0.
Er spielte als Feldhockeyspieler drei Mal für die deutsche Nationalmannschaft: Neben dem Länderspiel gegen Spanien, spielte er am 19. Mai 1956 in Hannover gegen Frankreich (1:0-Sieg; Assist zum Siegtor von Wolfgang Nonn) sowie am 3. Juni 1956 mit der Nationalmannschaft in Amsterdam gegen die Niederlande (0:3-Niederlage). Franz Nikodem nahm an den Olympischen Sommerspielen 1956 in Melbourne teil und gewann dort mit der Hockey-Nationalmannschaft die Bronzemedaille. Der Erfolg ist umso höher einzuschätzen, als aus Kostengründen nur 15 Spieler auf die weite Reise nach Australien geschickt werden konnten.
Am 29. Januar 1956 nahm der MSC Köln als erster Kölner Verein an den Westdeutschen Hallenmeisterschaften in Dortmund teil und gewann diese auf Anhieb. In der kleinen Dortmunder Westfalenhalle gewann der MSC Köln im Halbfinale mit 4:3 gegen den Düsseldorfer SC 99 (mit Hugo Budinger) und im Finale mit 7:2 gegen den Gladbacher HTC. Franz Nikodem erzielte allein in diesen 2 Finalspielen 8 Tore für den MSC Köln.
Ende der 1950er Jahre nahm der MSC Köln als einzige Mannschaft des Mittelrheins an den Punktspielen der Verbandsliga Rheinbezirk teil. Auf Anhieb wurde 1960 der Aufstieg aus der Verbandsliga in die Westdeutsche Oberliga unter dem Mannschaftskapitän und Trainer Franz Nikodem geschafft. Nach der Saison 1966/1967 beendete Franz Nikodem in der Westdeutschen Oberliga seine aktive Laufbahn als Hockeyspieler.

## Leben
Franz Nikodem war verheiratet und hat zwei Kinder. Er starb am 22. September 1984 in Köln.
| Personendaten    | Personendaten               |
| ---------------- | --------------------------- |
| NAME             | Nikodem, Franz              |
| KURZBESCHREIBUNG | deutscher Feldhockeyspieler |
| GEBURTSDATUM     | 22. März 1932               |
| GEBURTSORT       | Marienwerder                |
| STERBEDATUM      | 22. September 1984          |
| STERBEORT        | Köln                        |